# 君士坦丁堡普世牧首区
君士坦丁堡普世牧首区（希臘語：Οἰκουμενικὸν Πατριαρχεῖον Κωνσταντινουπόλεως，羅馬化：Oikoumenikòn Patriarcheîon Konstantinoupóleos，國際音標：[ikumenikˈon patriarˈxion konstantinuˈpoleos]），也称新罗马牧首区（土耳其語：Rum Ortodoks Patrikhanesi）或君士坦丁堡教會（希臘語：Εκκλησία της Κωνσταντινούπολης），是东正教自主教会之一，因主教座位於君士坦丁堡（今伊斯坦堡）而得名，其在西元381年第一次君士坦丁堡公會議召開後成為牧首區。最高领袖为君士坦丁堡普世牧首，现任（第269任）为巴爾多祿茂。
因著君士坦丁堡作为东罗马帝国首都的历史地位，以及君士坦丁堡教会是大多数现代东正教教会的发源教会，君士坦丁堡普世牧首在整个东正教中擁有特殊荣誉，並在全世界东正教的教长中享有「同侪之首」（primus inter pares）的地位，被视为全世界东正教徒的代表和精神领袖；即使君士坦丁堡後來成為穆斯林國家治下的城市，其在全世界東正教會的首席地位仍維持至今。

## 历史
君士坦丁堡普世牧首区的前身——拜占庭主教区，相传是由使徒安得烈创立。330年君士坦丁大帝把罗马帝国首都从罗马迁至拜占庭，将该地改为君士坦丁堡，同時將君士坦丁堡主教區升格為總主教區。
381年第一次君士坦丁堡公会议，鉴于君士坦丁堡“现在是新罗马”，承认君士坦丁堡主教与罗马主教权力平等。451年卡尔西登会议重新肯定君士坦丁堡主教的领导地位，并将巴尔干半岛和小亚细亚大片地区划归他的管辖。在6世纪，君士坦丁堡主教的头衔正式改为“君士坦丁堡新罗马大主教，普世牧首”。
7世纪以来，由于伊斯兰国家的扩张，主教辖区被穆斯林征服的东方牧首纷纷逃亡君士坦丁堡，加强了普世牧首的权力。在很长时期中，他们的继任人选都照例要由普世牧首决定。
拜占庭正教从君士坦丁堡传到东欧大片地区，包括保加利亚、塞尔维亚、罗马尼亚和俄罗斯。君士坦丁堡牧首作为东方基督教諸教会的首脑，成为了罗马主教对基督教世界普世性主张的挑战。1054 年，东方的正教会与西方教会正式分裂。直至1964年，普世牧首雅典纳哥拉和天主教教宗保禄六世才再次拥抱，但两个教会依然在教义上有所区别。
第四次十字军东征时，因十字军于1204年攻陷君士坦丁堡，普世牧首从1206年移位尼西亚，直至1261年米海尔八世从拉丁帝国夺回君士坦丁堡。
1453年君士坦丁堡为奥斯曼帝国攻下，成为其首都，穆罕默德二世承认普世牧首真纳迪乌斯二世为奥斯曼帝国东正教臣民（米利特）的宗教、政治领袖。但此后普世牧首的领袖地位渐渐衰落。
1593年，牧首耶利米亚斯二世宣布莫斯科教区为自立教区。此后，希腊（1833年）、罗马尼亚（1865年）、塞尔维亚（1879年）、保加利亚（1870年）和阿尔巴尼亚（1937年）国家教会，依次成为自立教区。
1922年，小亚细亚和色雷斯的约150万希腊、东正教居民，在希臘土耳其人口互換中被驱逐至希腊。因此，小亚细亚的基督徒所剩无几，受君士坦丁堡管辖的教区数量也进一步减少。因时任牧首梅勒蒂乌斯四世（Meletius IV）在希腊土耳其战争中的反土耳其态度，以及土耳其共和国的世俗化运动（包括废除哈里发制度），土耳其曾试图驱逐牧首，唯在希腊及西方国家的反对下作罢，只限制其政治权力，只保留宗教领域内的权力。

## 现状
目前，君士坦丁堡牧首和君士坦丁堡会议所管辖的地理范围在土耳其仅有君士坦丁堡總主教区连同迦克敦、代雷柯伊、阿达拉以及格克切岛和博兹贾岛等4个近郊教区。在希腊，名义上归君士坦丁堡牧首管辖的有圣山隐修区、帕特莫斯岛上的福音圣约翰隐修院、北部几个教区，佐泽卡尼索斯群岛4个教区以及克里特岛上一个自主教会。
欧洲、美洲、澳大利亚和新西兰的希腊正教总主教区、都主教区以及芬兰自治教会和爱沙尼亚自治教会都接受君士坦丁牧首的领导。君士坦丁牧首在亞洲及大洋洲有多個都主教區，分別為香港及東南亞都主教區、韓國及北亞都主教區、紐西蘭及大洋洲都主教區、新加坡及南亞都主教區。
自从1586年起，牧首座设在伊斯坦布尔北区芬内尔的圣乔治座堂。牧首必须是土耳其出生的公民，由各都主教区会议选出。